# Archipiélago de las Luisiadas
El archipiélago de las Luisiadas es un archipiélago de pequeñas islas de Papúa Nueva Guinea. Es una cadena de diez islas volcánicas mayores, rodeadas con frecuencia de arrecifes de coral, y 90 islas de coral más pequeñas, situada a unos 200 km al sureste de la isla de Nueva Guinea. Tiene una extensión de más de 160 km y se extiende sobre un área del océano de 26 000 km², entre el mar de Salomón, al norte, y el mar de Coral, al sur. La superficie terrestre total de las islas es de unos 1.790 km², siendo la isla de Vanatinai (antes Sudest o Tagula como fue nombrada  por los europeos reclamantes en los mapas occidentales) la mayor. 
Las islas de Sideia y Basilaki son las más próximas de Nueva Guinea, mientras que las islas Misima, Vanatinai y Rossel se encuentran más al este. 
Administrativamente, el archipiélago está dividido en las áreas de Gobierno local (en inglés, Local Level Government, LLG) de Luisiadas Rural (parte occidental, con Misima), y Yaleyamba (parte occidental, con Rossell y las islas Tagula). Las áreas LLG son parte del Distrito de Samarai-Murúa de la provincia de Milne Bay. La capital de la LLG Louisiade Rural es Bwagaoia, en isla Misima, el centro de población mayor del archipiélago.

## Islas
El archipiélago de las Luisiadas consta de los grupos de islas e islas siguientes:
- Islas Bonvouloir (islas East, Hastings y Strathord);
- Cadena de islas Calvados (Bagaman, Hemenahei, Kuwanak, Motorina, Panatinane, Panawina);
- Grupo de islas Daloloia (Auriora, Conflict Group, islas Lunn);
- Islas Deboyne (Panaeati e islas Panapompom);
- Islas Renard;
- Isla Misima;
- Isla de Rossel;
- Isla Vanatinai;
- Isla Yeina;

## Historia
Las islas fueron probablemente observadas por Luis Váez de Torres en 1606, pero navegantes malayos y chinos podrían haber visitado las islas antes. Louis Antoine de Bougainville les dio nombre en 1768 en honor a Luis XV, el rey de Francia. Las islas fueron más tarde visitadas también por el almirante francés Bruni d'Entrecasteaux en 1793, y por el capitán inglés Owen Stanley en 1849. 
El 1942, la batalla del Mar del Coral se libró cerca, después de la ocupación japonesa en el mismo año.

## Selvas tropicales del archipiélago de las Luisiadas
Las islas forman la ecorregión de pluvisilva de "Selvas tropicales del archipiélago de las Luisiadas".